# Хорас Ман
Хорас Ман (енгл. Horace Mann; Френклин, 4. мај 1796 — Јелоу Спрингс, 2. август 1859) био је амерички образовни реформатор, аболициониста ропства и политичар познат по својој посвећености промовисању јавног образовања, те је стога познат и као „Отац америчког образовања”. Године 1848, након јавне службе као секретар Државног одбора за образовање Масачусетса (енгл. Massachusetts State Board of Education), Ман је изабран у Представнички дом Сједињених Држава (енгл. United States House of Representatives; 1848–1853). Од септембра 1852. до своје смрти, био је председник колеџа Антиохије (енгл. Antioch College).
Тврдећи да је универзално јавно образовање најбољи начин да се непослушна америчка деца претворе у дисциплиноване, разборите републиканске грађане, Ман је добио велику подршку модернизатора за изградњу јавних школа, посебно у Виговској партији. Већина држава у САД усвојила је верзију система који је Ман успоставио у Масачусетсу, нарочито програма за тзв. „нормалне школе”, тј. школе за обуку професионалних наставника. Историчари образовања сматрају Хораса Мана, заједно са Хенријем Бернардом и Кетрин Бичер, као једног од главних заговорника
„Заједничког школског покрета” (енгл. Common School Movement).

## Рана каријера

### Образовање
Рођен је у граду Фрeнклин који се налази у савезној држави Масачусетс (4. маја 1796). Његов отац је био фармер без много новца. Од десете до двадесете године, није имао више од шест недеља школовања током било које године, али је користио Јавну библиотеку Френклин у Масачусетсу (енгл. Franklin Public Library), прву јавну библиотеку у Америци. Са двадесет година уписао се на Браун универзитет и дипломирао за три године као студент са највишим академским постигнућима те је држао говор на церемонији дипломирања. Тема његовог говора била је „Прогресивни карактер људске расе.” Грчки и латински научио је од Семјуела Барета, који је касније постао познати унитаристички министар.

### Правна каријера
Ман је кратко време студирао право у Врентему у Масачусетсу и био је учитељ латинског и грчког (1820–1822) и библиотекар (1821–1823) у Брауну. Током 1822. такође је студирао на Правном факултету у Личфилду, а 1823. је примљен у адвокатску комору у Дедаму у Масачусетсу.
Ман је бранио Џејмса Алена у суђењу за пљачку тако што је изазвао разумну сумњу у умовима пороте, истичући да је жртва претходно идентификовала неког другог као човека који га је опљачкао. Стратегија је успела, а порота је била обешена.

### Законодавно тело Масачусетса
Ман је изабран у парламент Масачусетса 1827. године и у тој улози је био активан у домену образовања, јавних добротворних организација и закона за сузбијање алкохолних пића и лутрије. Основао је азил у Вустеру, а 1833. био је председник његовог поверилачког одбора. Ман је наставио да буде биран у законодавну власт као представник из Дедама све до његовог пресељења у Бостон 1833. Док је био у законодавству, био је члан, а део времена и председник комитета за ревизију државних статута, при чему је велики број корисних одреда укључен у закон по његовом предлогу. Након њиховог доношења, именован је за једног од уредника овог дела и припремао његове маргиналне белешке и упућивање на судске одлуке. Изабран је у државни Сенат Масачусетса из Бостона 1835. и био је његов председник 1836–1837. Као члан Сената, провео је време као лидер већине, а свој фокус је усмерио на инфраструктуру, финансирање изградње железница и канала. 

### Приватни живот
Године 1830. Ман се оженио Шарлотом Месер, ћерком Асе Месера, бившег председника Браун универзитета. Умрла је две године касније, 1. августа 1832, а он се никада није у потпуности опоравио од интензивне туге и шока који су пратили њену смрт.
Године 1843. оженио се са Мери Тајлер Пеабоди. Након тога, пар је био у пратњи Семјуела Гридлија Хоуа и Џулије Ворд Хоу на заједничком меденом месецу у Европу. Затим су купили кућу у Вест Њутону. Хорас и Мери имали су три сина: Хорас Ман Јуниор, Џорџ Комб Ман и Бенџамин Пикман Ман.
Ман је био унук Самјуела Мана.

## Реформа образовања
Тек када је 1837. именован за секретара новоствореног одбора за образовање Масачусетса, започео је рад који је требао да га учини једним од најутицајнијих америчких реформатора образовања. По ступању на дужност повукао се из свих других професионалних и пословних ангажмана, као и политике.
Као секретар за образовање, Ман је држао конгресе наставника, држао бројна предавања и обраћања, водио обимну преписку и увео бројне реформе. Ман је убедио своје колеге модернизаторе, посебно оне из Виговске партије, да у својим државама законски уведу основно јавно образовање које је подржано порезом и да феминизују наставничку снагу. Да би оправдао нове порезе, Ман је уверавао пословне људе да више образовања радне снаге чини богатију и профитабилнију привреду.
Већина северних држава усвојила је једну или другу верзију система који је успоставио у Масачусетсу, посебно програм за „нормалне школе”, тј. школе за обуку професионалних наставника.